# Староалейське
Староале́йське (рос. Староалейское) — село, центр Третьяковського району Алтайського краю, Росія. Адміністративний центр Староалейської сільської ради.

## Населення
Населення — 4769 осіб (2010; 5077 у 2002).
Національний склад (станом на 2002 рік):
- росіяни — 94 %